# Referendum in Nagorno Karabakh del 2006
Un referendum costituzionale, il secondo nella sua storia, si è tenuto nella repubblica de facto del Nagorno Karabakh in data 10 dicembre 2006. La consultazione era finalizzata all'approvazione del nuovo testo costituzionale, in 142 articoli, nel quale la repubblica del Nagorno Karabakh era definita come uno stato sovrano e democratico basato sulla giustizia sociale e il rispetto della legge. 

## La nuova Costituzione
La nuova Costituzione fissa i principi fondamentali e ordinativi dello Stato così come risultanti dall'assetto istituzionale e dalle conseguenze della guerra dei primi anni Novanta.
La precedente consultazione referendaria del 1991 fu tenuta per sancire l'autodeterminazione dell'Oblast' autonoma del Nagorno Karabakh prima ancora che il conflitto con l'Azerbaigian del 1992 modificasse i confini politici del nuovo Stato.
Il testo fissa anche la doppia denominazione ufficiale di repubblica del Nagorno Karabakh e repubblica di Artsakh; la successiva Costituzione approvata dal referendum del 2017 opterà solo per la seconda denominazione.

## Risultati
| Scelta                    | Voti   | %     |
| ------------------------- | ------ | ----- |
| A favore                  | 77,279 | 99.28 |
| Contro                    | 554    | 0.72  |
| Non valide/bianche        | 556    | –     |
| Totale                    | 78,389 | 100   |
| Votanti su aventi diritto | 90,077 | 87.02 |
| Source: Direct Democracy  |        |       |